# Petr Šustek
Petr Šustek (31. října 1980 Nový Jičín) je český právník a vysokoškolský pedagog.
Působí jako docent na katedře občanského práva a jako vedoucí katedry zdravotnického práva na Právnické fakultě UK v Praze. Je členem poradního Kolegia ministra zdravotnictví pro zdravotnické právo, rozkladové komise Ministerstva zdravotnictví ČR a zasedá i v dozorčí radě Spojené akreditační komise, o.p.s. V letech 2014 - 2018 byl rovněž členem Legislativní rady vlády.
Ve své akademické práci se zabývá zejména novým občanským zákoníkem, ochranou osobnosti, právní odpovědností a zdravotnickým právem.
Mimo akademickou půdu se věnuje advokacii, především zdravotnickému právu. Jako spoluautor se podílel na vzniku knih Informovaný souhlas, učebnice  Občanské právo hmotné 1 - Díl první: Obecná část (autor kapitoly Ochrana osobnosti) nebo Občanský zákoník - Komentář (vydané nakladatelstvím Wolters Kluwer ČR). V roce 2017 vedl autorský kolektiv, který připravil knihu Zdravotnické právo (1. vyd. Praha: Wolters Kluwer, 2016, 852 s. ISBN 978-80-7552-321-1).
V roce 2003 se stal akademickým mistrem republiky v debatování.